# 不二家神戸
株式会社不二家神戸（ふじやこうべ）は、兵庫県神戸市に本社を置く和洋菓子の製造販売をおこなう不二家の子会社である。

## 概要
2003年にシュークリームをはじめとする和洋菓子の製造販売をおこなっていた株式会社タカラブネの倒産を受けて、株式会社スイートガーデンが受け皿会社として発足。2014年2月13日に不二家がスイートガーデンの株式を取得して子会社化すると発表し、同年4月1日に不二家の子会社となった。2021年4月にはスイートガーデンから不二家神戸へと会社名を変更した。
店舗形態は「タカラブネ」、「スイートガーデン」、「FUJIYA KOBE」が併存していた時期もあったが、2022年までに大半の店舗が「FUJIYA KOBE」ブランドに転換された。「タカラブネ」ブランドの店舗として最後まで残っていた茨城県の石岡店も2023年3月31日限りで閉店した。
店舗数も不二家による買収時点は全国に約500店舗を有していたが、その後縮小の一途を辿り、2025年2月現在では47店舗、範囲も東海・近畿・中国・四国に絞られている。

## 沿革

### タカラブネ

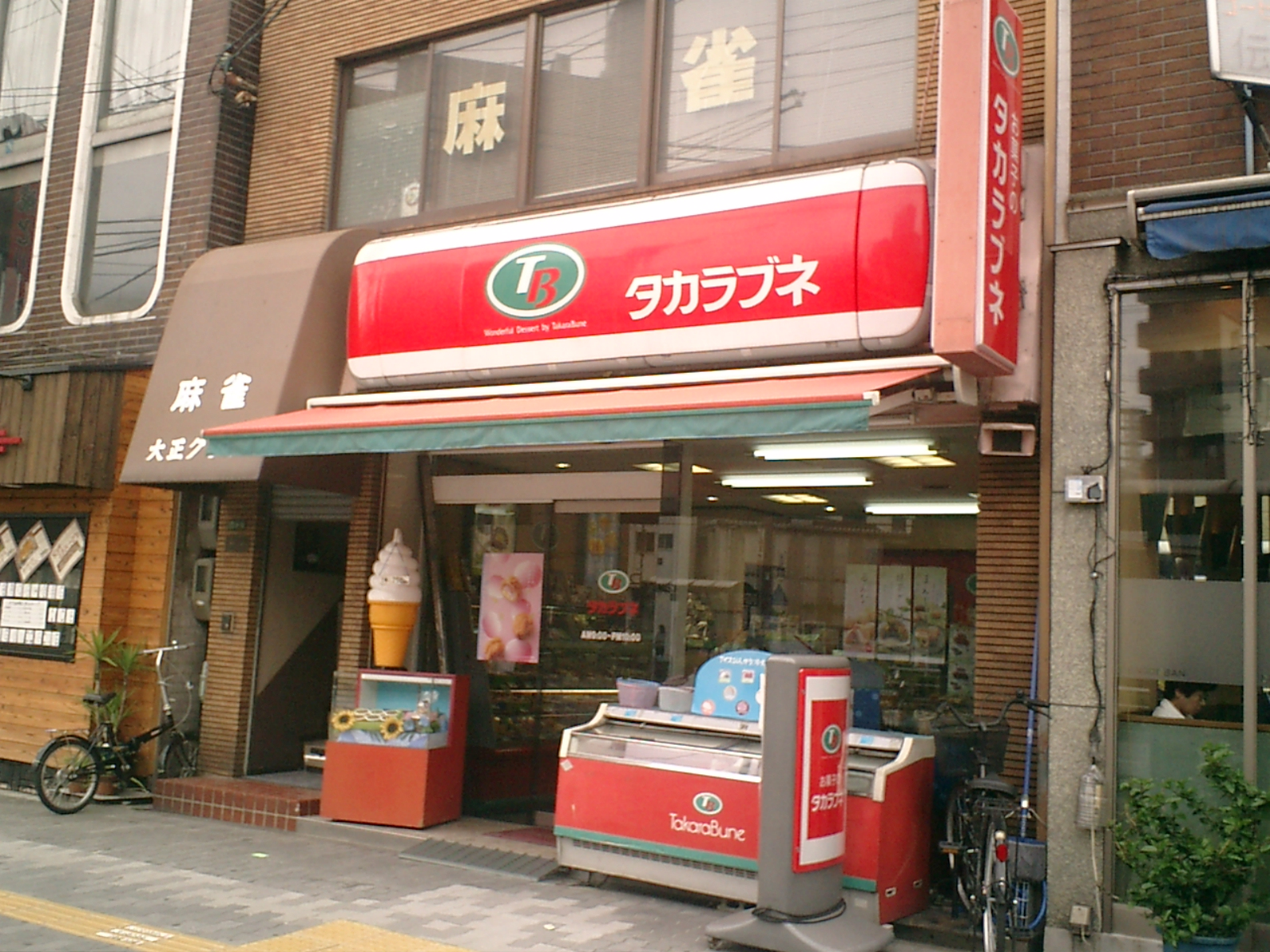
タカラブネ大正駅前店（閉店）
大阪市大正区三軒家東

- 1948年 - 京都で和菓子製造卸業「宝船屋」として創業
- 1956年 - 直営店開店
- 1959年 - 洋菓子事業開始
- 1966年 - 「タカラブネフランチャイズチェーン」展開開始
- 1967年 - 生クリームケーキをチェーン店商品化
- 1975年 - 洋菓子生産ラインを一貫体制化
- 1979年12月 - 大阪証券取引所・京都証券取引所に株式を新規公開（証券コードは2219）。後に名古屋証券取引所に重複上場。

その後も着実にチェーン展開を進め、1994年3月に1000店舗を達成した。また、当時のメインバンクが三和銀行であった経緯から、三和グループのみどり会会員でもあった。
しかしその達成の時期には経営が行き詰まり、2003年1月24日に民事再生法申請し倒産した。負債総額は約275億円。
その後同年7月に受け皿となる新会社としてスイートガーデンを設立し、ブランドを継承した。
全盛時の各店舗では購入金額に応じてプラスチック製のサービスコイン(1枚10円相当)を配布し、貯めた枚数により販売商品などと交換することができた。コインの色や商品ごとの交換枚数は定期的に変更されていた。

### スイートガーデン
- 2003年9月 - 本部を京都府久世郡久御山町から京都市中京区へ移転
- 2007年 - ありあけのハーバーを展開するプレシアに買収される
- 2010年6月 - 本社を京都市中京区から京都市下京区へ移転
- 2011年11月 - 本社を京都市下京区から兵庫県神戸市西区へ移転
- 2014年4月 - 全株式がプレシアホールディングスから不二家に売却され同社の100%子会社となる

### 不二家神戸
- 2021年4月 - 会社名をスイートガーデンから不二家神戸に変更

## 店舗形態
- 「FUJIYA KOBE」 - 和洋菓子、不二家ブランドの商品も取り扱う

以下は消滅
- 「スイートガーデン」 - 洋菓子専門店
- 「タカラブネ」 - 和洋菓子、旧・タカラブネ時代から続く古参ブランド
- 「オーブンラボ」 - 焼きたて洋菓子専門店
- 「オーブンマルシェ」 - オーブンラボをベースにカフェスペースを併設

## CM出演
- 佐良直美
- 十朱幸代
- 泉谷しげる - 降板後も泉谷が作曲したサウンドロゴをアレンジしながら継続使用。
- 青江三奈
- Snow Man